# Йован Цвіїч

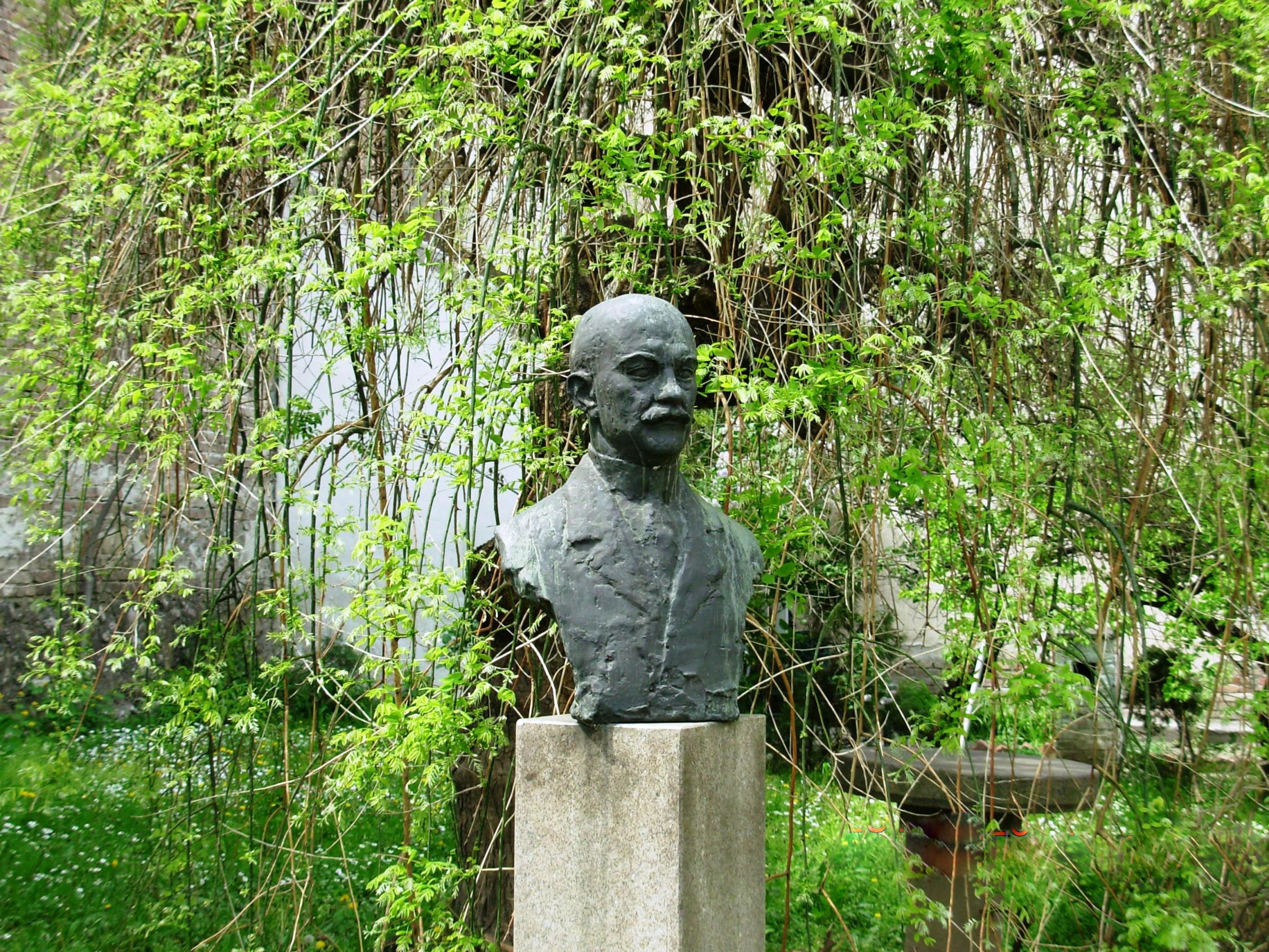
Пам'ятник Йовану Цвіїчу в Белграді.

Йован Цвіїч (серб. Јован Цвијић; 11 жовтня 1865, Лозніца — 16 січня 1927, Белград) — сербський географ, президент Сербської Королівської Академії Наук та ректор Белградського університету.